# La Godefroy
La Godefroy é uma comuna francesa na região administrativa da Normandia, no departamento Mancha. Estende-se por uma área de 3,69 km². Em 2010 a comuna tinha 287 habitantes (densidade: 77,8 hab./km²).